# Henfstädt

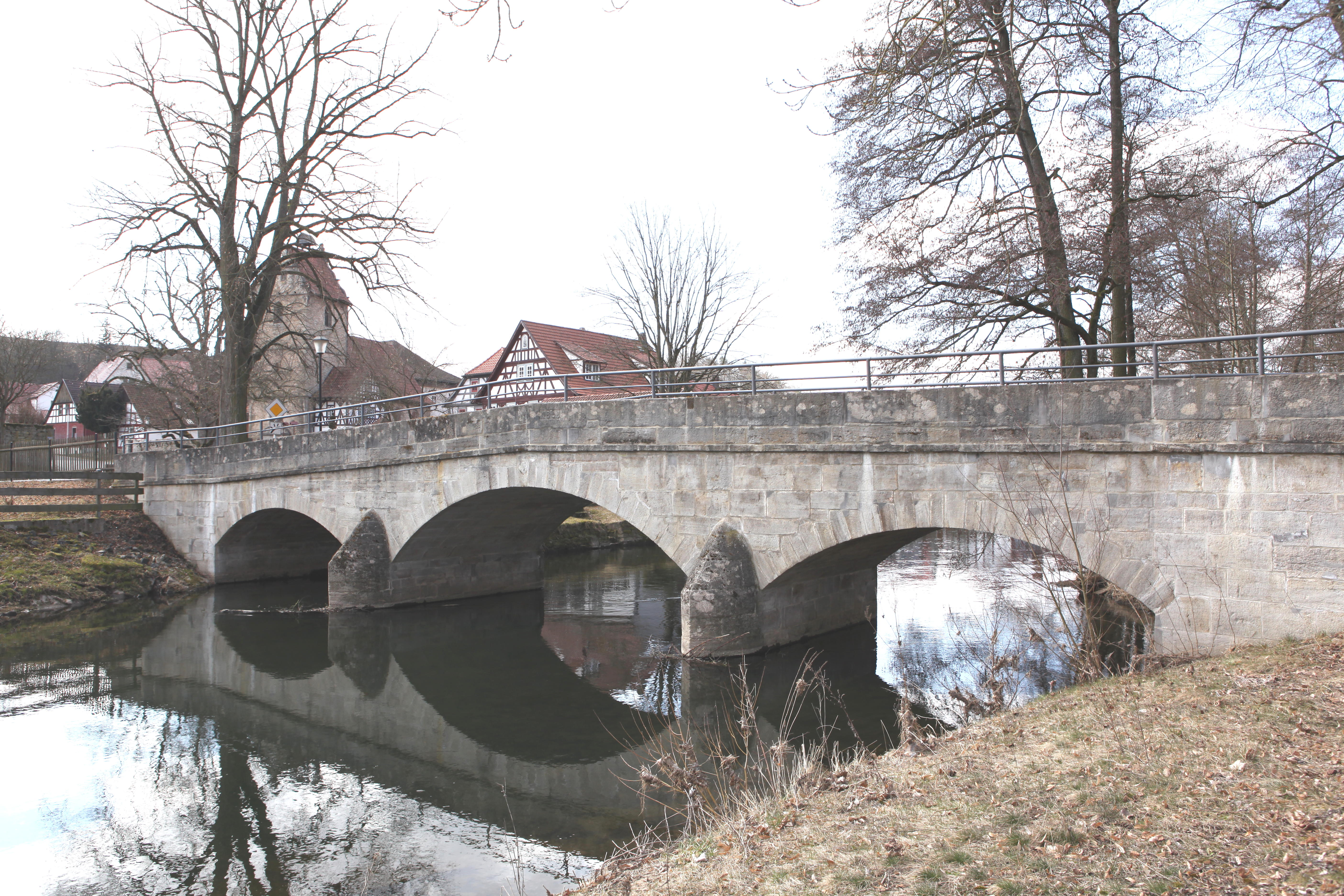

Henfstädt es un municipio rural situado en el distrito de Hildburghausen, en el estado federado de Turingia (Alemania), a una altitud de 330 metros. Se encuentra ubicada en Alemania en la parte central y está rodeada por ciudades como Nürnberg, Mannheim, Frankfurt am Main, Bielefeld, Hannover y Leipzig. Su población a finales de 2016 era de unos 370 habitantes y su densidad poblacional, 46 hab/km².
Se encuentra ubicado a poca distancia al norte de la frontera con el estado de Baviera, y a 297 km de la capital de Alemania (Berlin). Entre las ciudades más importantes de Alemania, las que se encuentran a menos distancia de este municipio es Leipzig, situado a 156 km de distancia, Stuttgart a 219 km de distancia, Fráncfort del Meno 142 km de distancia y Dortmund a 245 km distancia. 
El municipio ocupa 8,11 km² y posee un clima oceánico. La latitud de Henfstädt es de 50.5167 y la longitud de la misma es de 10.5833.  
El código postal de este municipio es 98660 y tiene su sede en Thüringen.

## Enlaces externos

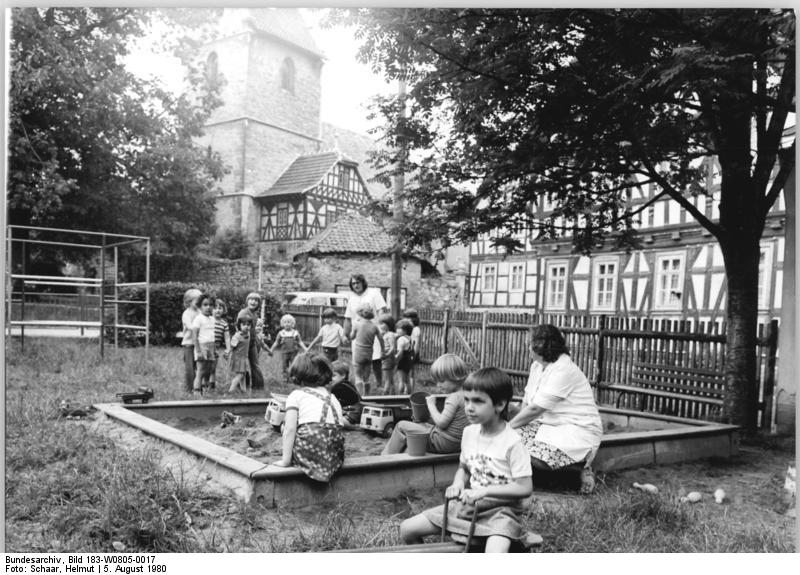